# Campbell-Napier-Arrol Aster Blue Bird
La Campbell-Napier-Arrol Aster Blue Bird è stata una vettura da record, con la quale il britannico Malcolm Campbell tentò senza successo di battere il record di velocità nel 1929.

## Storia

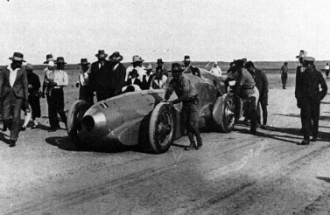
La vettura nella piana di Verneukpan, Sudafrica, 1929

Il 19 febbraio 1928 Malcolm Campbell alla guida del Blue Bird III segnò per la quarta volta nella sua carriera il nuovo record di velocità su terra. Tale record rimase nelle mani del britannico per circa due mesi, il 22 aprile fu infatti battuto dalla White Triplex Special dello statunitense Ray Keech. Intenzionato a riprendersi il record, Campbell decise di ricostruire completamente il Blue Bird III. La nuova vettura avrebbe conservato telaio e motore, un Napier Lion VIIB Sprint W12 da 23.942 cm³, che grazie alla sovralimentazione raggiungeva gli 875 CV.
La configurazione aerodinamica fu completamente rivista. La nuova carrozzeria in alluminio, più lunga e affusolata, fu realizzata dalla Arrol-Aster di Dumfries. Da qui il nome di Campbell-Napier-Arrol-Aster Blue Bird. La minore altezza della parte anteriore causava una "gobba" all'altezza del posto di guida, dovuta alle dimensioni del cambio e al fatto che Campbell doveva in pratica guidare a cavalcioni dello stesso. I radiatori non erano più esterni come sul modello precedente, e il peso era salito a 3 t.
Mentre la vettura era ancora in costruzione, Campbell si mise alla ricerca di un luogo alternativo ad una spiaggia dove tentare il record. Effettuò allora delle ricognizioni aeree in Africa per trovare un sito con le caratteristiche adatte. Alla fine la scelta cadde sulla salina di Verneukpan, in Sudafrica, sita a sole 450 miglia (720 km) da Città del Capo.
Campbell e la vettura giunsero a Città del Capo nel febbraio 1929.  Le condizioni erano ostili, la temperatura arrivava a 42 °C all'ombra, la pista lunga 16 miglia era ricca di buche, dovute alla rimozione delle numerose pietre taglienti presenti nella piana.
L'11 marzo , giorno del suo 44-esimo compleanno, Campbell apprese del nuovo record di velocità, segnato dal britannico Henry Segrave che su KLG Golden Arrow aveva raggiunto i 231,36 mph (372,34 km/h).
Alla fine Campbell tentò comunque il record, ma complici anche l'altitudine e le condizioni climatiche, non favorevoli al motore, non riuscì ad andare oltre le 218,45 mph (351,56 km/h).
Alla fine, Campbell riuscì comunque a stabilire alcuni record sulla distanza. Il primo fu sui 5 km con una velocità di 202 mph (325.08 km/h). In seguito, segnò nuovamente il record sui 5 km, a 211 mph (339.57 km/h), e sulle 5 miglia, a 212 mp (341.18 km/h).
La vettura fornì la base per il Campbell-Napier-Railton Blue Bird.